# 凯里郡
凯里郡（英語：County Kerry) 是爱尔兰的一个郡。它位于愛爾蘭西南地区，屬於明斯特省的一部分。它以居住在本县部分地区的恰雷格命名。凱里郡面積為4,746km²。2016年人口普查时，该郡人口有147,707人。 該郡首府為特拉利。

## 地理和政治细分
凱里是爱尔兰 32 个传统县中面积第五大和人口第 15 大的县。 它是芒斯特六个县中面积第二大、人口第四大的县。有趣的是，它仅与另外两个县接壤：也就是东部的利默里克郡和东南部的科克郡。县城是特拉利。天主教教区所在地基拉尼是爱尔兰最著名的旅游目的地之一。基拉尼湖区是一个拥有杰出自然美景的地区，位于基拉尼国家公园内。 ；里克斯区是爱尔兰最高峰卡朗图厄山的所在地，海拔 1,039m。丁格尔半岛的顶端是爱尔兰的最西端。

### 男爵领
该县有九个历史悠久的男爵领。虽然男爵领仍然是官方定义的单位，但它们不再被用于行政目的。他们的官方地位由自 2003 年以来制定的 Placenames Orders 说明，其中爱尔兰男爵领的官方名称列在“行政单位”下。

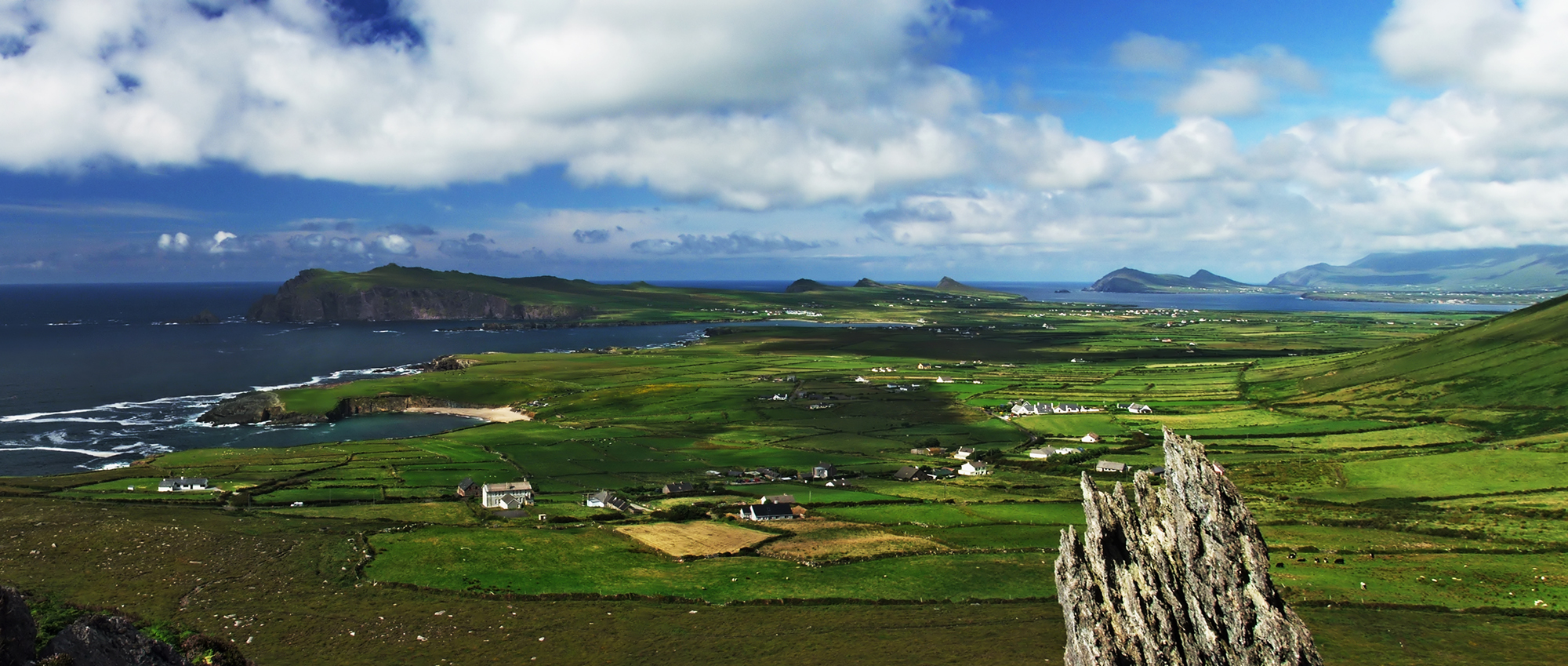
三姐妹峰，西克里。

- Clanmaurice –
- Corkaguiny –
- Dunkerron North –
- Dunkerron South –
- Glanarought –
- Iraghticonnor –
- Iveragh (半岛) –
- Magunihy –
- Trughanacmy –

### 人口最多的城镇
| 排名 | 镇         | 人口 </br>（2016 年人口普查） |
| ---- | ---------- | ----------------------------- |
| 1    | 特拉利     | 23,691                        |
| 2    | 基拉尼     | 14,504                        |
| 3    | 利斯托维尔 | 4,820                         |
| 4    | 城堡岛     | 2,486                         |
| 5    | 肯梅尔     | 2,376                         |
| 6    | 基洛格林   | 2,199                         |
| 7    | 丁格尔     | 2,050                         |
| 8    | 巴利布宁   | 1,413                         |
| 9    | 卡赫西文   | 1,041                         |

### 自然地理

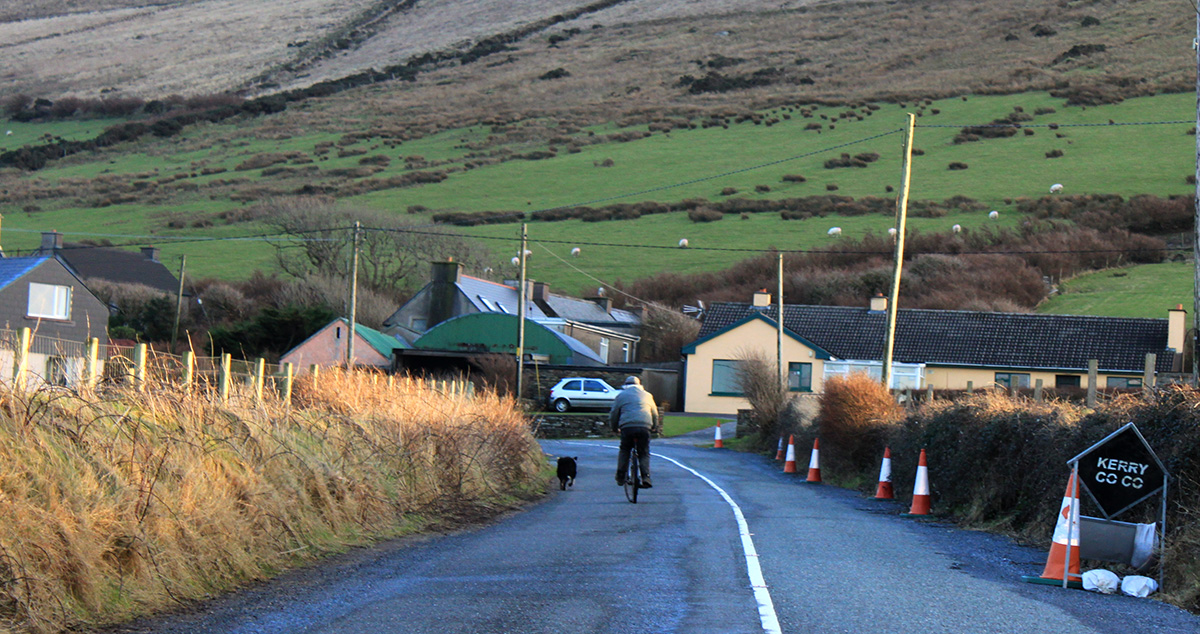
凯里郡提拉瓦内周边

凱里面向大西洋，位于大西洋东部沿海地区，拥有许多半岛和入海口，主要包含丁格尔半岛、伊弗拉半島和貝拉半島。该县西临大西洋，北临香农河。凱里是爱尔兰山区最多的地区之一，其中三座最高的山峰是卡朗圖厄爾山 、 Beenkeragh和Caher ，它们都属于麥吉利卡迪山脈。
海岸附近有许多岛屿，包括布拉斯基特群岛、瓦伦蒂亚岛和斯凯利格群岛。 斯凯利格·迈克尔岛是世界遗产，以依附于岛上悬崖的中世纪修道院而闻名。该县包含爱尔兰最西端丁格尔半岛上的邓莫尔角，及周边岛屿、特拉格特岛、和布拉斯基特的一部分。爱尔兰最西边的居住区是丁格尔半岛上的邓朝恩。 Feale河、Laune 河和Roughty 河流经克里，流入大西洋。

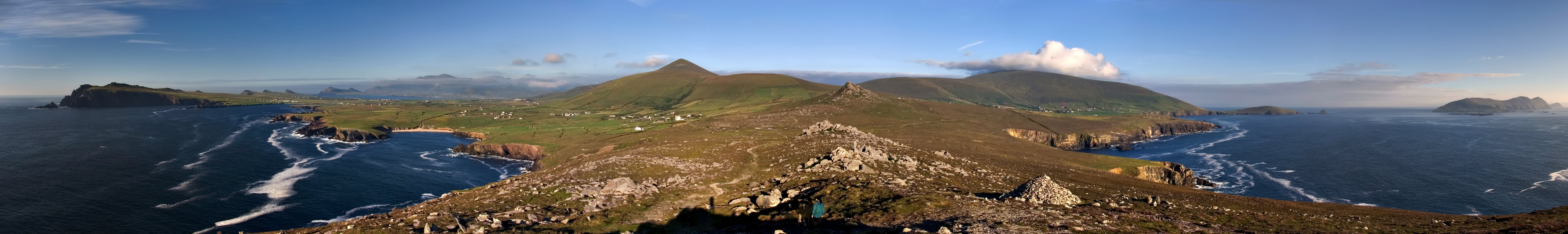
丁格尔半岛

### 气候
北大西洋洋流，也就是墨西哥湾流的一部分，向北流经凱里和爱尔兰西海岸，使得北纬52 度的气温比预期的要温和。这意味着通常在北欧不常见的亚热带植物，比如草莓树和树蕨，在该地区茁壮成长。
由于山区原因和盛行的西南风影响，凱里是爱尔兰降雨量最高的地区之一。由于它的位置因素，几个世纪以来，瓦伦蒂亚一直有一个气象报告站。爱尔兰1993年时在凯里的Cloore湖曾有过单日降雨量记录为243.5 mm（9.59英寸） 的记录。 
1986 年，飓风查理的残余以温带风暴的形式越过凱里上空，造成了大面积降雨、洪水和破坏。

## 历史
凯里(愛爾蘭語： 或在最初的爱尔兰语改革前拼写为Ciarraighe ) 表示“凯里人”，意思是本郡部分地区的古代盖尔部落。在传说中，部落的创始人是弗格斯·马克·罗伊的儿子凯尔（Ciar） 。 在古爱尔兰语中，“Ciar”的意思是黑色或深棕色，这个词在现代爱尔兰语中仍然用作形容词，描述深肤色。 爱尔兰语后缀raighe 的意思是人/部落 ，在爱尔兰的各种-ry地名中都可以找到，例如Osry是鹿人（Osraighe Deer-People/Tribe ）的简称。凯里郡的昵称为王国。 

### 爱尔兰领主
1329 年 8 月 27 日，根据专利特许证 ，第一代戴斯蒙德伯爵莫里斯·菲茨杰拉德 被确认为整个克里郡帕拉廷的封建领主，对他和他的男性继承人来说，只需支付一名骑士的费用即可获得王位。在 15 世纪，现在被称为凯里郡的大部分地区仍然是戴斯蒙德郡的一部分，该郡是戴斯蒙德伯爵的西明斯特所在地，是希伯诺-诺曼菲茨杰拉德王朝的一个分支，被称为杰拉尔丁家族。

### 爱尔兰王国

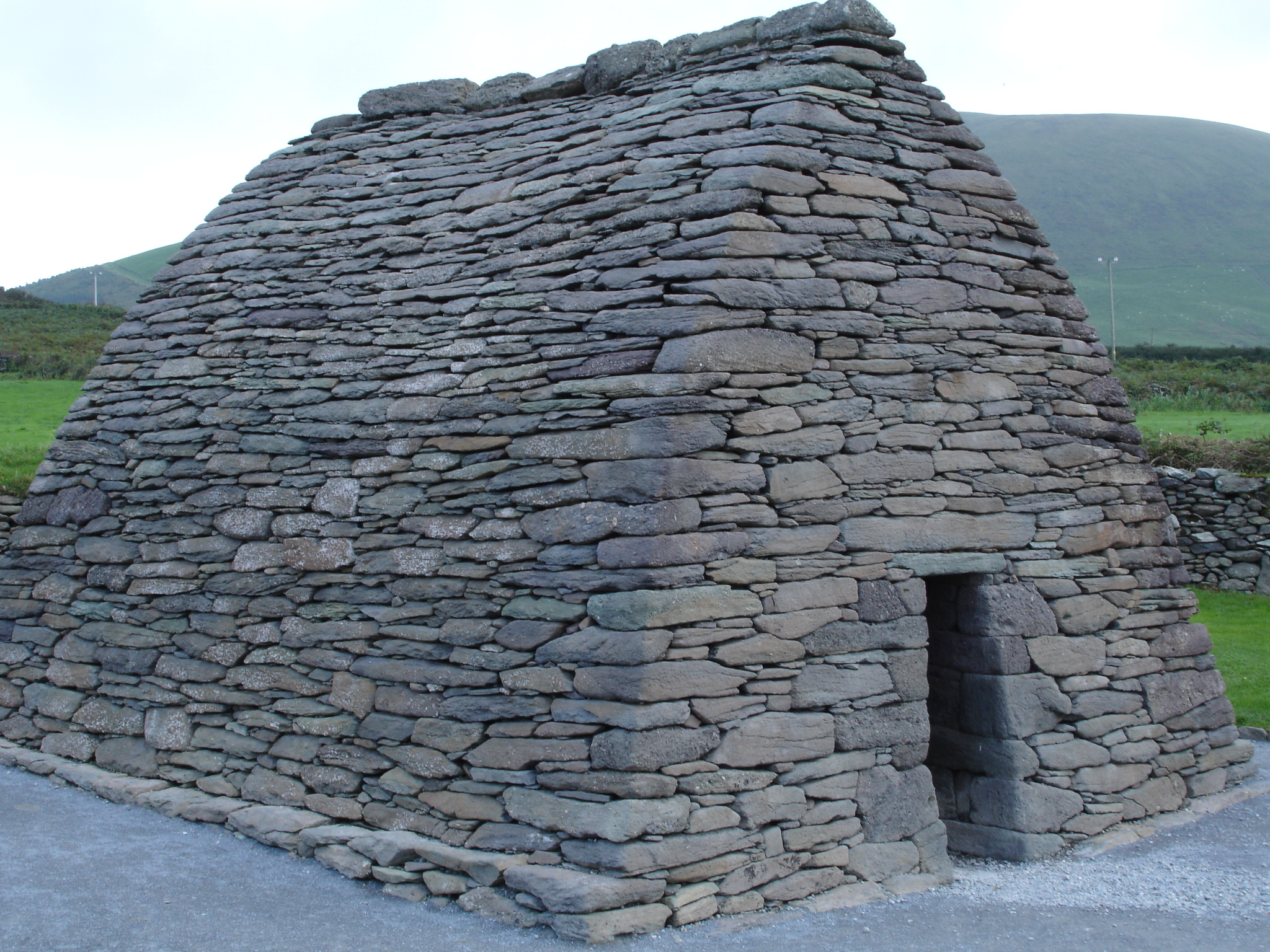
丁格尔附近的加拉鲁斯教堂，其历史可以追溯到 6 世纪。

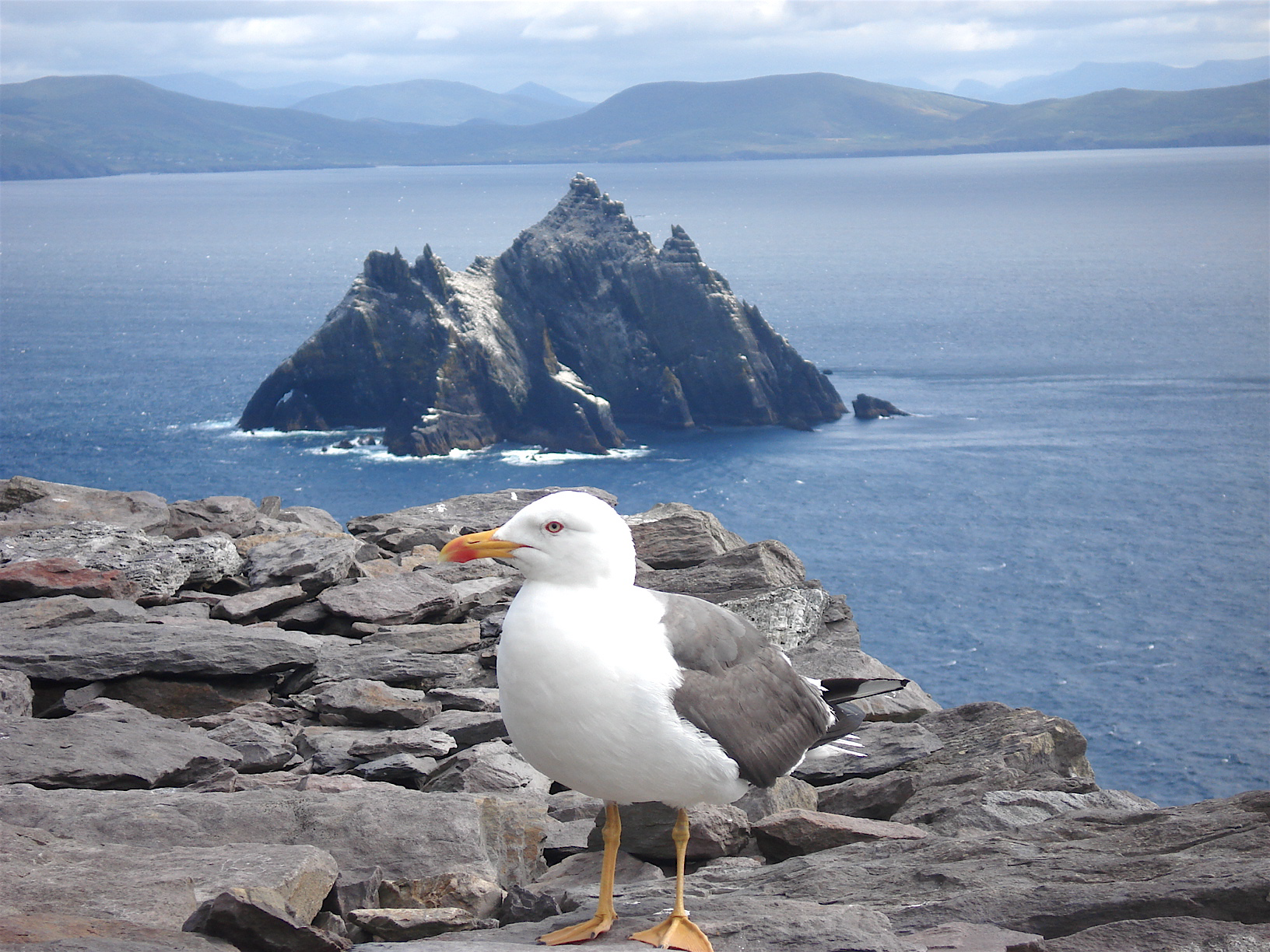
小礁石，迈克尔礁视角。

1580 年，在第二次戴斯蒙德叛乱期间，16 世纪最臭名昭著的大屠杀之一，斯麦威克围城，就发生在丁格尔半岛顶端的阿德纳凯斯内(Smerwick) 附近的 Dún an Óir。詹姆斯·菲茨莫里斯·菲茨杰拉德的 600 名意大利、西班牙和爱尔兰教皇入侵部队被英国军队包围并被屠杀。
1588 年，当在爱尔兰的西班牙无敌舰队在暴风雨天气中返回西班牙时，它的许多船只在布拉斯基特群岛寻求避难，一些船只遭遇海难。
九年战争期间，随着奥沙利文比尔家族加入叛乱，Skellig再次成为冲突现场。 1602 年，他们在Dunboy的城堡被英军围攻并占领。唐纳尔·奥沙利文·比尔为了逃避英国的报复并与他在阿尔斯特的盟友取得联系，将所有氏族成员和家属转移到爱尔兰北部。但由于敌对势力的骚扰和寒冷的天气原因，出发的1000名奥沙利文的随行人中只有很少一部分人到达目的地。
战争结束后，凱里的大部分本土土地被没收并交给了英国定居者或“种植者”。麦卡锡·莫尔家族的首领弗洛伦斯·麦卡锡被囚禁在伦敦，他的土地被他的亲戚和来自英格兰的殖民者瓜分，例如布朗家族。
在 1640 年代，凱里被1641 年的爱尔兰叛乱所吞没，这是源自于爱尔兰天主教徒在爱尔兰新教王国夺取政权的企图。凯里的叛乱由第一代马斯克里子爵多纳麦卡锡领导。他的儿子克兰卡蒂伯爵在随后的爱尔兰同盟战争期间占领了该县，他的部队是 1652 年向克伦威尔征服爱尔兰投降的最后一批人。最后一个倒塌的据点是基拉尼附近的罗斯城堡。

### 饥荒
在 17 世纪和 18 世纪，凯里迎来了越来越多的贫困的佃农，马铃薯开始逐渐被用来作为主要食物来源。结果，因为1845 年马铃薯作物歉收的缘故，凯里在 1845-49 年的爱尔兰大饥荒中遭受了重创。在饥荒之后，大量的当地因土豆歉收导致贫困的农民开始像美国等目的地大规模移民。直到最近（1980 年代），凯里人仍然向外移民。大饥荒的另一个长期后果是 1870 年代和 1880 年代的土地战争。佃农在动乱中义愤填膺，有时甚至为了从地主那里获得更好的待遇而使用暴力。

### 独立战争和内战

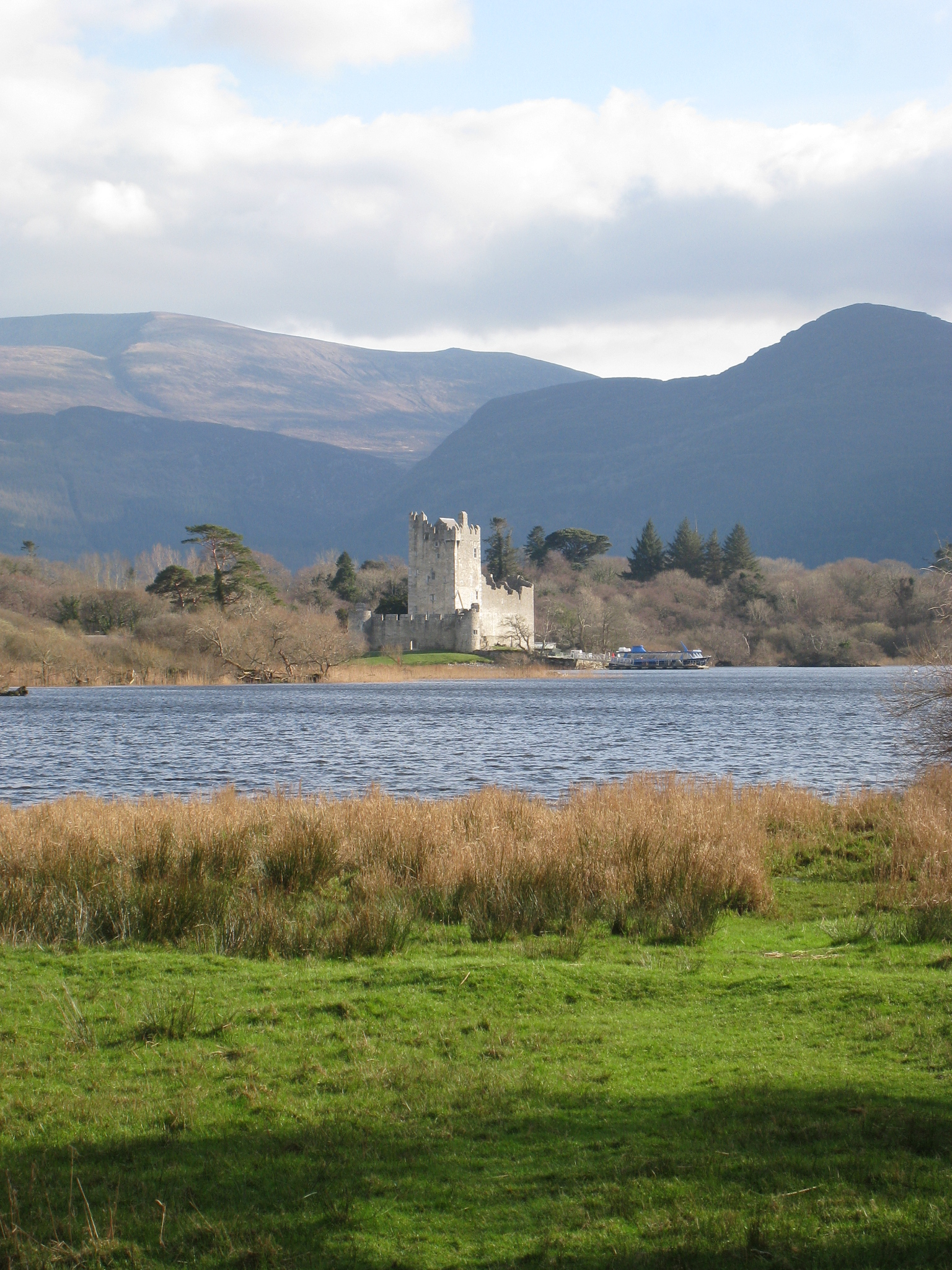
罗斯城堡和莱恩湖，基拉尼国家公园。

整个20世纪中，凯里是受爱尔兰独立战争（1919-21 年）和爱尔兰内战（1922-23 年）影响最为严重，受损最大的地区之一。在独立战争中，爱尔兰共和军与皇家爱尔兰警队和来自英国的军队展开了残酷的游击战。其中对爱尔兰内战最具代表性的一场发生在凯里的战役是 1920 年 11 月对特拉利的围攻，当时黑棕部队讲特拉利围攻了一周之久，并将许多房屋土地烧为焦土，并为报复之前爱尔兰共和军杀害了当地的五名警察而杀害了许多当地的居民。另一个战役是 1921 年春天的黑德福德枢纽伏击事件，一辆载有大量英国军队士兵的火车在吉尔拉尼外被爱尔兰共和军伏击。导致了大约十名英国士兵、三名平民和两名爱尔兰共和军男子在随后的枪战中丧生。最终，爱共与英国之间的暴力冲突于 1921 年 7 月结束，但即使在冲突结束的当天，卡斯尔兰的枪战中，也有 9 名男子、4 名英国士兵和 5 名爱尔兰共和军男子丧生，这一系列事件无不代表了凯里在独立战争中受到的创伤的严重性.
在英爱条约签订之后，凯里爱尔兰共和军的大部分部队都反对该协议。 1922 年 2 月，当地飞行纵队指挥官托马斯·肯纳利在利斯托尔建立了一个支持条约的驻军。这支部队由200名正规士兵以及军官组成。一批步枪、机枪和一架克罗斯利汽车从都柏林运来。在整个冲突期间，利斯托维尔始终是支持该条约者的基地。  1922 年 6 月，该镇终于被属于凯里第2旅和第3旅的反条约部队的优势兵力攻克。在随后的支持和反对条约分子之间的内战中，凱里可能是爱尔兰受影响最严重的地区。最初该郡由反条约的爱尔兰共和军控制，但在1922年8月国民军在费尼特、塔伯特和肯梅尔的海路登陆后，该县被爱尔兰自由邦占领。此后，该郡发生了一场激烈的游击战，而这些人在一年前还互为战友。共和党人，即“非正规军”采取了许多成功的行动，例如在 1922 年 9 月进攻并短暂地重新占领了肯梅尔。 1923 年 3 月，凯里郡发生了一系列国民军士兵屠杀共和党囚犯的事件，以报复来自他们的伏击——最臭名昭著的是在特拉利附近的巴利赛迪用地雷杀死了八名男子。 1923 年 5 月，随着爱尔兰共和军参谋长利亚姆·林奇去世，以及弗兰克·艾肯下令销毁所有武器，法治得以重建，这场自相残杀的冲突终于结束。

## 地方政府

### 县议会
主要地方当局是克里县议会。该委员会提供多项服务，包括规划、道路维护、消防队、议会住房、供水、废物收集、回收和垃圾填埋、高等教育拨款以及艺术和文化资助。 

### 镇议会
在 2014 年 5 月 23 日举行2014 年爱尔兰地方选举之前，该县三个最大的城镇基拉尼、利斯托尔和特拉利还存在另外的地方政府层级。这些选举是在2014 年地方政府改革法案生效后举行的。该法案废除了镇议会并引入了市辖区的概念。凯里县分为四个市辖区，与用于议员选举的地方选举区 (LEA) 相同。 

## 议会代表
在 2016 年边界发生变化后，凯里在爱尔兰众议院由来自单一议会选区的五名TD代表。在2020年的大选中选出的TDS在2020年的一般选举中包括帕·达利 （ SF ）， 诺玛·弗利 （ FF ）， 布兰登·格里芬 （ FG ）， 丹尼·希利·瑞 （独立）和迈克尔·希利·瑞 （独立）。 

## 文化
作为爱尔兰最边缘的一个地区，克里文化不易受外界影响，保留了爱尔兰语言以及爱尔兰传统音乐、歌曲和舞蹈。克里东北部的Sliabh Luachra地区与利默里克和科克接壤，以其传统音乐、舞蹈和歌曲而闻名，尤其是其波尔卡舞曲和小提琴演奏。 Tralee 的Siamsa Tíre中心是传统爱尔兰消遣的中心。 丁格尔半岛和Uíbh Ráthach被认为是爱尔兰语地区，爱尔兰文化在这些地区也非常强大。
丁格尔半岛外的布拉斯基特群岛以其丰富的文学遗产而闻名。 佩格·赛尔斯 、 莫里斯·奥沙利文和托马斯·奥克罗汉等作家都写过关于岛上生活的书籍。这些岛屿于 1953 年因日益极端的天气条件而无法居住而被疏散。约翰·B·基恩是利斯维尔人，被认为是爱尔兰最伟大的剧作家之一，他的著名作品有《田野》 、 《赛弗》和Big Maggie 。一年一度的利斯托维尔作家周节是对过去和现在的爱尔兰作家的庆祝活动。

## 运动

### 盖尔运动
凯里以其资深的盖尔足球队而闻名。迄今为止，盖尔足球是该县的主要运动，而凯里有着所有足球队中最成功的一支队伍；凯里足球队赢得山姆马奎尔杯37次，紧随其后的都柏林队赢得了 30 胜。 尽管该县在 1891 年只赢得了一次全爱尔兰高级板棍球锦标赛，但板棍球在北凱里的俱乐部很受欢迎。高级队目前参加乔麦克唐纳杯。 

### 足球协会
凯里区联赛是该县足球协会的主要赛事。 Tralee Dynamos曾代表凯里参加A锦标赛，也和 Killarney Celtic一起在 1990 年代末和 2000 年代初参加了芒斯特高级联赛。

### 板球
凱里郡板球俱乐部在当地经常举办赛事。他们经常在特拉利附近的 Oyster Oval 打主场比赛。 

## 爱尔兰语
2011 年，凯里郡有 6,083 名说爱尔兰语的人，其中 4,978 名以爱尔兰语为母语的人生活在凯里盖尔塔赫特郡。这还不包括在凯里爱尔兰语区以外的四所小学（爱尔兰语）和两所中学（爱尔兰语） 就读的 1,105 人。 

## 旅游景点

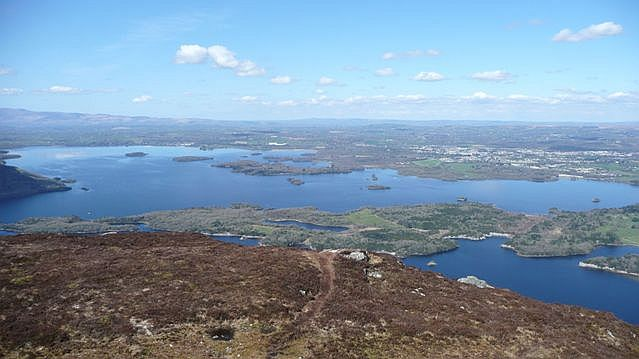
基拉尼湖

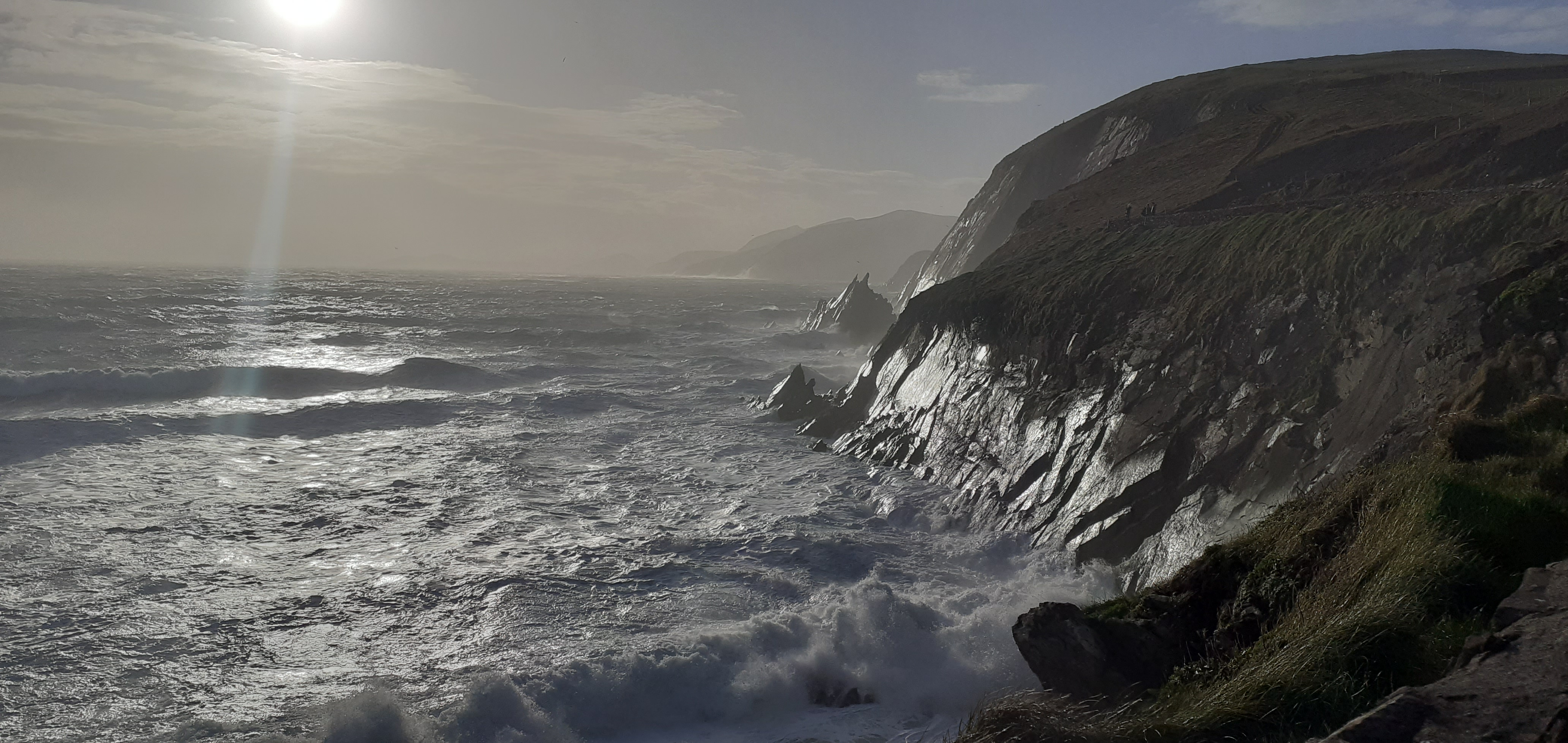
凱里西部的悬崖

凱里拥有山脉、湖泊和近 1,000 公里的大西洋海岸线，是爱尔兰风景最优美的地区之一，也是爱尔兰最重要的旅游景点之一。基拉尼是旅游业的中心，是凱里经济的重要组成部分。 Kerry Way 、 Dingle Way和Beara Way是该县的徒步旅行路线。伊弗拉半岛上的凯里环是游客和骑行者的热门路线。步行路线为风景秀丽的嘉里之路，沿着古老且普遍海拔高于凯里之环的路径。
凱里有着丰富的考古遗址。人类定居的最早证据可以追溯到中石器时代。 该县拥有高度集中的露天大西洋岩石艺术，据信可以追溯到新石器时代晚期以及青铜时代早期（2300-1500BC）。这种岩画散布在全县各地，密集分布在伊弗拉和丁格尔半岛上的集群中。与在纽格兰奇发现的巨石艺术截然不同的是，这些雕刻是横跨大西洋欧洲的传统的一部分。 克里有着许多青铜时代的纪念碑，包括立石、楔形墓葬、巨石墓葬和石圈，以及铁器时代的堡垒。与爱尔兰其他地区一样，克里拥有大量早期基督教时期的纪念碑，如环形堡垒、教堂、十字碑、圣井、圣徒坟墓和奥格姆石，以及中世纪的城堡和教堂。

## 媒体
凯里郡主要有两份当地报纸，分别是The Kerryman和Kerry's Eye ，均在特拉利出版。
该县有着一个商业广播电台， 凯里广播台 ，于 1990 年开始运营。 同时，爱尔兰广播之声（RTÉ Raidió na Gaeltachta）在凯里西部的爱尔兰语区的巴利达维德设有工作室。  广播栏目Spin South WestSpin South West在特拉利设有工作室，于 2016 年开始运营。

## 基础设施

### 道路
主要国道：
通往凯里的主要国家主要路线是从利默里克出发的N21公路和从科克出发的N22公路，每条公路都以特拉利为终点。凯里机场位于连接 N21公路和N22公路的Castleisland和Farranfore之间的N23公路上。
次要国道：
在凯里，主要的国家二级路线包括著名的凯里环，沿N70 公路环绕伊维拉半岛，并在肯梅尔与N71公路连接到科克西部。 N86公路沿丁格尔半岛将特拉利和丁格尔连接起来，而从利默里克出发的N69公路通过北凯里连接利斯托尔和特拉利。

#### 绿道
全县绿道网正在发展中。 North Kerry （ Great Southern Trail的一部分）、 South Kerry和Tralee-Fenit绿道正在开发中或处于规划阶段。

### 铁路

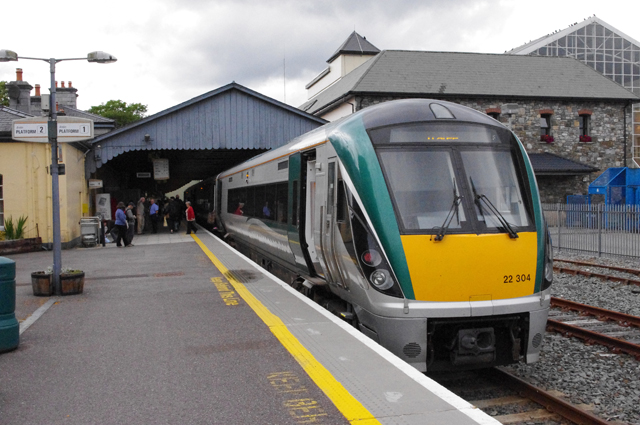
基拉尼火车站

凱里特拉里火车站、 Farranfore 火车站、 Killarney 火车站和Rathmore 火车站有铁路服务，这些火车站通过Mallow连接Cork和都柏林休斯顿车站 。
每个半岛（Beara、Iveragh 和 Dingle）以及该县北部都有支线服务。它们在 1950 年代和 1960 年代的合理化期间关闭。
- Tralee 和 Dingle 轻轨：1953 年 7 月关闭的窄轨铁路。
- Kenmare via Headford Junction：（基拉尼外 8 英里）于 1960 年 2 月关闭。
- Valentia Harbour via Farranfore：也于 1960 年 2 月关闭。 （Kellsis 附近的Gleesk 高架桥仍然存在。 )
- Listowel 通过从 Tralee 延伸到 Limerick 的 North Kerry 线提供服务。客运服务于 1963 年停止，货运于 1983 年停止，线路于 1988 年开通。
- 直到 1978 年， Fenit一直通过 North Kerry 线的一个分支提供服务。铁轨还在。

从 1882 年到 1924 年，利斯托尔到巴利巴宁曾运营实验性的Lartigue 单轨列车服务。 2003年重新建立了一个500m的部分。公路汽车路线，威尔士亲王路线，是从班特里到基拉尼的一条连接线，由科克、班登和南海岸铁路运营，为游客提供服务。

### 公共汽车
Bus Éireann在全县的路线上运营着遍布全国的巴士服务网络，在基拉尼和特拉利设有连接枢纽。

### 航路

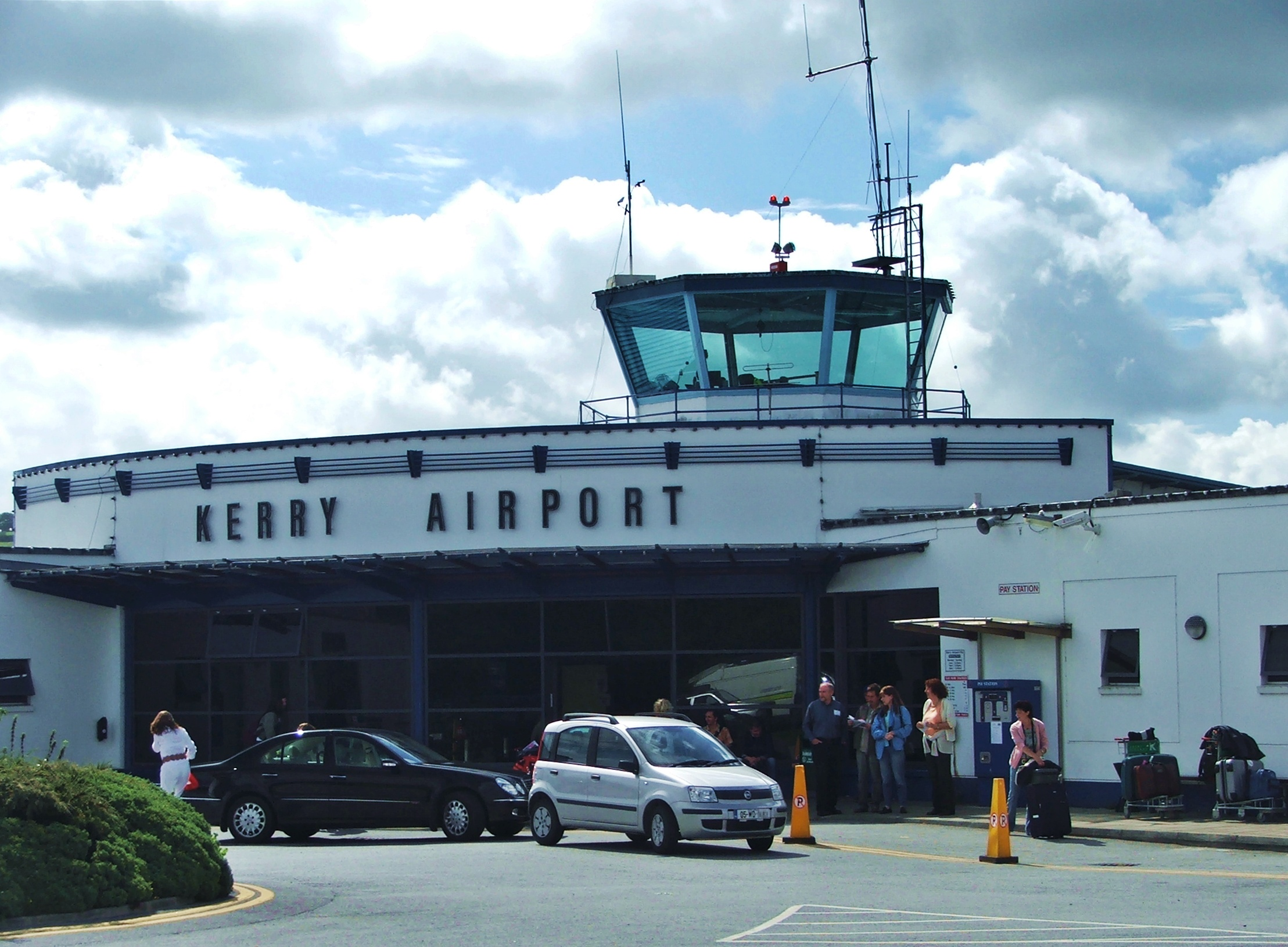
凱里机场

克里机场位于该县中心的 Farranfore，自 1989 年以来一直稳定的运营着航班。截至 2014 年的目的地包含伦敦（斯坦斯特德和卢顿机场）、法兰克福哈恩机场、葡萄牙法鲁和阿利坎特，均由瑞安航空运营。 Aer Lingus Regional还为往返于都柏林之间的公共交通系统提供全年服务。
机场由Farranfore 火车站提供服务。

### 海运

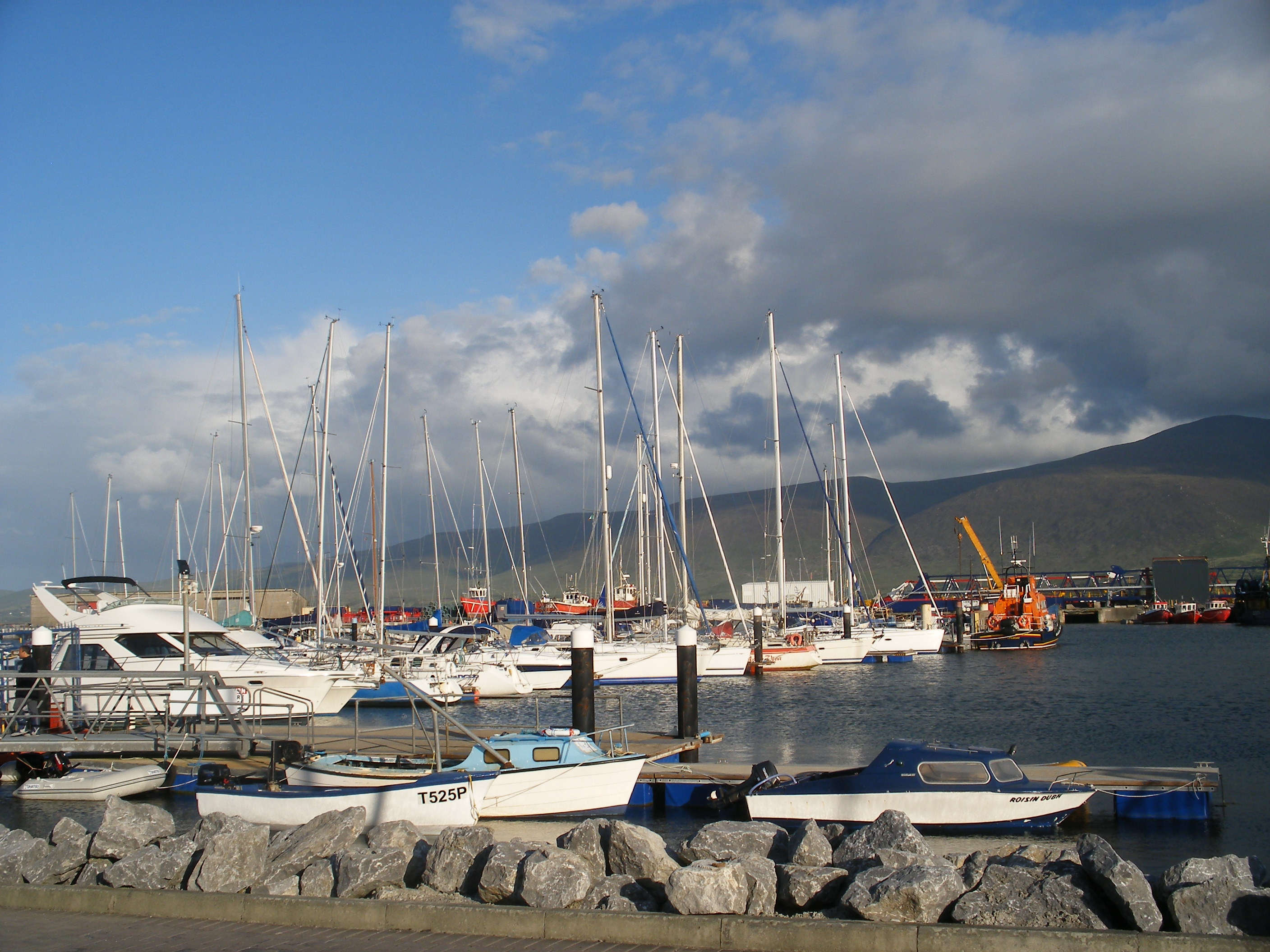
费尼特码头

Tralee 附近的 Fenit 港是一个区域性港口，能够处理高达 17,000 吨的船舶往来量。基拉尼利勃海尔的大型集装箱起重机定期出口到世界各地。1970年曾有一条通往港口的轨道路线被关闭。丁格尔港是爱尔兰的次要渔港之一  。 在该县北部，有一条渡轮提供服务往返于塔伯特到克莱尔郡的基利默。

### 医院
凯里的医院包括公立大学医院 Kerry ，它是HSE南部地区的第二大急症医院。它是凯里郡的主要医院，也为科克北部和利默里克西部部分地区的人们提供服务。其他医院包括特拉利的私立Bon Secours 医院和 Cahirciveen、Dingle、Kenmare、Killarney 和 Listowel 的社区医院。

### 教育
特拉利理工学院(IT Tralee)，即将合并进该郡主要的高等院校，芒斯特科技大学（MTU）。它成立于 1977 年，前身是特拉利地区技术学院，有大约3,500名学生，于1997 年获得了现在的名称。该学院有两个校区：北校区（2001 年在德罗姆塔克开设）和南校区（1977 年在克拉什开设）大约相隔 2.4公里（1.5英里) 。

## 宗族、家族和头衔
很大一部分爱尔兰姓氏源自来自克里地区的 septs，例如Falvey 、 Foley 、 McCarthy 、 Murphy 、 O'Connor 、 O'Moriarty 、 Clifford 、 Kennelly 、 McGrath 、 O'Carroll 、 O'Sullivan 、 O' Connell 、 O'Donoghue 、 O'Shea 、 Quill 、 Scannell 、 Stack 、 Sugrue和Tangney 。
该地区还居住着Hiberno-Norman家族、 FitzMaurices和FitzGeralds的一个分支Desmonds 。
在克里家族拥有家族席位的爱尔兰英国贵族头衔有
- 克里骑士——菲茨杰拉德家族的一个分支，曾在瓦伦蒂亚岛拥有土地
- 肯梅尔伯爵（也是卡斯尔罗斯子爵、肯梅尔子爵和卡斯尔罗斯男爵）——瓦伦丁布朗爵士的后裔，被授予基拉尼的土地
- 戴斯蒙德伯爵——戴斯蒙德的菲茨杰拉德家族，他们在北凯里拥有土地，直到在戴斯蒙德叛乱结束时被俘虏
- 兰斯当侯爵（也是谢尔本伯爵，邓克伦男爵）——威廉·佩蒂爵士的后裔，他在肯梅尔和其他地方获得了土地
- 克里伯爵（也是克里男爵，克兰莫里斯子爵）——菲茨莫里斯家族
- 利斯托维尔伯爵——黑尔家族
- 文特里男爵——在丁格尔半岛拥有土地的穆林斯家族，包括文特里